# Wehrmedizin

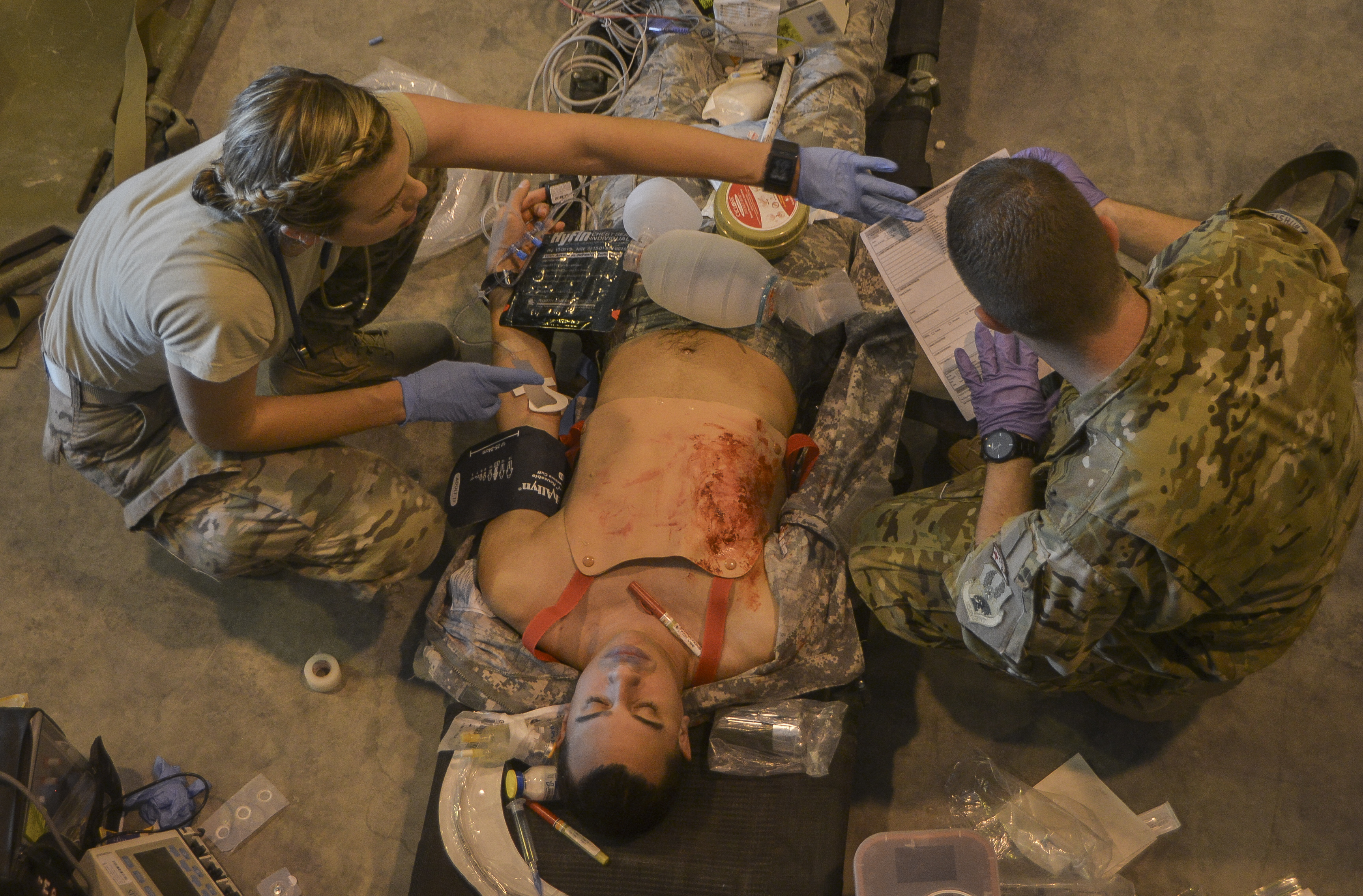
Wehrmedizinische Übung der US-Streitkräfte

Die Wehrmedizin, treffender auch als Militärmedizin bezeichnet, ist ein medizinisches Spezialgebiet, das sich mit der Vorbeugung, Erkennung und Behandlung von Krankheiten und Verletzungen im militärischen Bereich beschäftigt. Sie basiert dabei auf den Erkenntnissen und Methoden der allgemeinen Humanmedizin unter spezifischer Konzentration auf militärisch besonders relevante Aspekte. Hierzu zählen neben der Chirurgie (als – erstmals bei Celsus als eigenes Kapitel abgehandelte – Kriegschirurgie), der Inneren Medizin und der Orthopädie unter anderem auch die Toxikologie, die Mikrobiologie und Hygiene, der Bereich Strahlenschutz aus der Nuklearmedizin sowie spezielle Aspekte der Pharmazie (Wehrpharmazie).

## Aufgaben
Aufgaben der Militärmedizin sind beispielsweise:
- Kriterien und Methoden zur Auswahl geeigneten Personals (Musterung),
- Vorsorge und Behandlung von im Kriegsgebiet typischen Erkrankungen, beispielsweise Impfungen, Verhaltensschulung, Einsatzmittel usw.,
- die Bewältigung eines Massenanfalls von Patienten,
- die Diagnostik und Therapie von Verletzungen durch Waffen oder Kampfmittel oder durch militärische Einsatztätigkeiten oder sonstiger typischer Verletzungen,
- die Behandlung von einsatzbedingten psychiatrischen Erkrankungen und psychischen Traumata,
- Bestimmung von Verfahrensweisen von Erstversorgung über Transport bis zur endgültigen Versorgung von Verletzten oder Erkrankten.

Zu den besonderen Herausforderungen der Wehrmedizin gehören Einsätze vor Ort unter Feldbedingungen oder in improvisierten Einrichtungen wie Zeltkrankenhäusern. Eine Tätigkeit im Bereich der Wehrmedizin erfordert eine spezielle Ausbildung oder Erfahrung, die im zivilen Gesundheitswesen nicht erworben werden kann. Die Vermittlung entsprechender Kenntnisse erfolgt deshalb im Rahmen des Militärischen Sanitätsdienstes.
Ziel jeder wehrmedizinischen Behandlung ist es, dass diese sowohl im Ergebnis als auch in der Qualität der Durchführung so weit wie möglich dem medizinisch-fachlichen Standard der „Best Medical Practice“ entspricht.
Die medizinische Fachgesellschaft auf dem Gebiet der Wehrmedizin ist in Deutschland die Deutsche Gesellschaft für Wehrmedizin und Wehrpharmazie, das österreichische Pendant ist die Österreichische Gesellschaft für Wehrmedizin und Wehrpharmazie.

## Militärische Notfallversorgung
Im Bereich der Streitkräfte und in Kampfzonen ist die primäre Versorgung stark limitiert und abhängig von logistischen und militär-taktischen Einschränkungen. Die Versorgung wurde in den vergangenen Jahrzehnten immer weiter standardisiert und beschleunigt, so dass die Mortalität deutlich gesunken ist. Im Vordergrund stehen Schuss- und Explosionsverletzungen, in den Kriegen im Irak und in Afghanistan vor allem durch sogenannte Unkonventionelle Spreng- und Brandvorrichtungen (im Englischen „IED“ – improvised explosive device genannt). Entsprechend sind Blutstillung, Kreislaufstabilisierung und Anlage von Tourniquets vordergründig. Durch die schnellere Evakuierung und Senkung der Mortalität hat in diesen Kriegen vor allem das Risiko von Amputationen zugenommen. Bei der US Army gibt es ein fünfgliedriges System der Versorgung von Schwerverletzten, das die Weiterverlegung von der Verletzung bis in die Vereinigten Staaten auf durchschnittlich 3–4 Tage verkürzt hat:
- Level I: Versorgung vor Ort und im Kampf, durch andere Soldaten und Sanitäter, vor allem zur Blutstillung, intravenösen Flüssigkeitsgabe und primären Erstversorgung.
- Level II: Erste medizinische Einrichtung als Forward Surgical Facility, die bereits eine ATLS-geleitete Traumaversorgung, erste chirurgische Eingriffe zur Blutstillung und zur schnellen Stabilisierung im Rahmen der sog. Damage Control Surgery und eine Intubation  vornehmen kann. Dann folgt eine schnelle Weiterverlegung weitgehend durch Hubschrauber.
- Level III: Im Combat Support Hospital kann eine weitere Evaluation und Stabilisierung erfolgen, außerdem erste definitive chirurgische Eingriffe und eine intensivmedizinische Überwachung, bei jedoch stark begrenzten Kapazitäten, so dass oft noch vor der endgültigen Stabilisierung des Patienten eine Weiterverlegung in speziell ausgerüsteten Flugzeugen und durch spezialisierte Critical Care Air Transport-Teams (CCAT) stattfinden kann.
- Level IV: In diesen Traumazentren der Maximalversorgung kann schließlich eine vollständige Erstversorgung erfolgen, mit allen Möglichkeiten der Unfallchirurgie, der Neuro-, Thorax-, Bauch- und Gefäßchirurgie, der intensivmedizinischen Stabilisierung und von radiologisch-invasiven Maßnahmen. In der Regel erfolgt eine Weiterverlegung in die Vereinigten Staaten erst nach ausreichender Stabilisierung. Ein Beispiel ist in Deutschland das Landstuhl Regional Medical Center, das bis Mai 2014 ein Level-IV-Zentrum war.
- Level V: Diese Traumazentren der Maximalversorgung finden sich ausschließlich in den Vereinigten Staaten. Das bekannteste ist das Walter Reed National Military Medical Center in Bethesda, Maryland, oder das San Antonio Military Medical Center in Fort Sam Houston, Texas. Dort erfolgen nicht-dringliche, rekonstruktive und sekundäre Eingriffe, anschließend die Rehabilitation und Hilfsmittelversorgung.